# Mazar
Mazar je bio medijski general koji je u 6. stoljeću pr. Kr. prešao na stranu Kira Velikog i pomogao mu da svrgne medijskog kralja Astijaga odnosno da stvori Ahemenidsko Perzijsko Carstvo. Krajem života služio je kao satrap Lidije.

## Mazar u HerodotovojPovijesti
Mazar se spominje u Herodotovim djelima kao medijski general u službi Kira Velikog, a navodno je poginuo prilikom gušenja pobune u Maloj Aziji. Nakon što je Kir Veliki godine 539. pr. Kr. osvojio Lidiju, lidijski službenik pod imenom Paktije kojeg je Kir imenovao odgovornim za njegovu riznicu, podigao je plaćeničku vojsku sastavljenu od Lidijaca i Jonjana i krenuo u ustanak protiv perzijskog satrapa Tabala u Sardu. Tamo je opkolio perzijski satrapsku vojsku i pokrao nekadašnje Krezovo bogatstvo čime je financirao pobunu. 
Nakon što je Kir Veliki čuo za Paktijevu izdaju odnosno za pobunu u Lidiji, bio je gnjevan pa je napravio planove za razaranje Sarda, no bivši lidijski kralj Krez kojeg je Kir nakon pobjede primio kao savjetnika na njegovom dvoru, savjetovao ga je da uspostavi zakone i poreze koji će promijeniti svijest Lidijcima o navikama luksuza i užitka. 
Kir Veliki, koji je bio poznat po svojoj milostivoj politici prema pokorenim narodima, pristao je na Krezovu ideju pa je poslao jednog od svojih zapovjednika Mazara da uguši pobunu i da uhvati Paktija živog. Ipak, prilikom dolaska perzijske vojske u Malu Aziju, Paktije je pobjegao iz Sarda i pronašao utočište u jonskoj Grčkoj. Mazar je nastavio potjeru pa je osvojio i nekoliko polisa u Joniji, te je nakon više pokušaja uspio zarobiti Paktija kojeg je poslao na suđenje u Perziju. Tijekom nastavka pohoda, Mazar umire zbog nepoznatih razloga.
Nakon Mazarove smrti, Kir Veliki šalje svog glavnog generala Harpaga da ga zamijeni. Harpag je dovršio Mazarovo osvajanje Male Azije, pa su osvojene i Licija, Cilicija i Fenicija. Prilikom osvajanja koristio je posebne opsadne tehnike za probijanje gradskih zidina koje su bile nepoznate Grcima.

## Poveznice
- Kir Veliki
- Perzijsko Carstvo
- Lidija
- Harpag
- Astijag
- Medijsko Carstvo

| Prethodnik:                 | Satrap Lidije (545. - cca 544. pr. Kr.) | Nasljednik:                        |
| Tabal (546. - 545. pr. Kr.) | Satrap Lidije (545. - cca 544. pr. Kr.) | Harpag (cca 544. - 530-ih pr. Kr.) |

## Vanjske poveznice
- Harpag i Mazar (Livius.org)  Arhivirana inačica izvorne stranice od 3. studenoga 2005. (Wayback Machine)
- The Baldwyn Project: „Osvajanje Babilona“  Arhivirana inačica izvorne stranice od 14. svibnja 2011. (Wayback Machine)
- Popis lidijskih satrapa (Livius.org, Jona Lendering)  Arhivirana inačica izvorne stranice od 6. ožujka 2009. (Wayback Machine)